# 第12回フェニックス映画批評家協会賞
12th PFCS Awards

2011年12月27日

作品賞: 

 アーティスト 
第12回フェニックス映画批評家協会賞は、2011年の映画を対象としており、2011年12月27日に発表された。

## 受賞とノミネート一覧
太字が受賞。

### 主演男優賞
- ジャン・デュジャルダン - 『アーティスト』
  - ジョージ・クルーニー - 『ファミリー・ツリー』
  - マイケル・ファスベンダー - 『SHAME -シェイム-』
  - ゲイリー・オールドマン - 『裏切りのサーカス』
  - ブラッド・ピット - 『マネーボール』

### 主演女優賞
- エリザベス・オルセン - 『マーサ、あるいはマーシー・メイ』
  - グレン・クローズ - 『アルバート氏の人生』
  - ヴィオラ・デイヴィス - 『ヘルプ 〜心がつなぐストーリー〜』
  - メリル・ストリープ - 『マーガレット・サッチャー 鉄の女の涙』
  - ミシェル・ウィリアムズ - 『マリリン 7日間の恋』

### アニメ映画賞
- 『ランゴ』
  - 『タンタンの冒険/ユニコーン号の秘密』
  - 『くまのプーさん』

### 撮影賞
- 『ツリー・オブ・ライフ』 - エマニュエル・ルベツキ
  - 『アーティスト』 - ギョーム・シフマン
  - 『ヒューゴの不思議な発明』 - ロバート・リチャードソン

### 衣裳デザイン賞
- 『アーティスト』
  - 『ヒューゴの不思議な発明』
  - 『ジェーン・エア』

### 監督賞
- ミシェル・アザナヴィシウス - 『アーティスト』
  - ウディ・アレン - 『ミッドナイト・イン・パリ』
  - アレクサンダー・ペイン - 『ファミリー・ツリー』
  - マーティン・スコセッシ - 『ヒューゴの不思議な発明』
  - テイト・テイラー - 『ヘルプ 〜心がつなぐストーリー〜』

### ドキュメンタリー映画賞
- Page One: Inside the New York Times
  - African Cats
  - The Greatest Movie Ever Sold
  - 『プロジェクト・ニム』

### 編集賞
- 『アーティスト』 - アン＝ソフィー・ビオン、ミシェル・アザナヴィシウス
  - 『SUPER8/スーパーエイト』 - メリアン・ブランドン、メアリー・ジョー・マーキー
  - 『ツリー・オブ・ライフ』 - ハンク・コーウィン、ジェイ・ラビノウィッツ、ダニエル・レゼンデ、ビリー・ウェバー、マーク・ヨシカワ

### アンサンブル演技賞
- 『SUPER8/スーパーエイト』
  - 『ブライズメイズ 史上最悪のウェディングプラン』
  - 『コンテイジョン』
  - 『マージン・コール』
  - 『ミッドナイト・イン・パリ』

### 作品賞
- 『アーティスト』
  - 『ファミリー・ツリー』
  - 『ドライヴ』
  - 『ヘルプ 〜心がつなぐストーリー〜』
  - 『ヒューゴの不思議な発明』
  - 『ミッドナイト・イン・パリ』
  - 『マネーボール』
  - 『マリリン 7日間の恋』
  - 『SUPER8/スーパーエイト』
  - 『ツリー・オブ・ライフ』

### 外国語映画賞
- 『私が、生きる肌』（ スペイン）
  - 『灼熱の魂』（ カナダ）
  - 『この愛のために撃て』（ フランス）

### 実写ファミリー映画賞
- 『ザ・マペッツ』
  - 『イルカと少年』
  - 『ヒューゴの不思議な発明』
  - 『幸せへのキセキ』

### 美術賞
- 『ヒューゴの不思議な発明』
  - 『アーティスト』
  - 『ハリー・ポッターと死の秘宝 PART2』

### 脚色賞
- 『ヘルプ 〜心がつなぐストーリー〜』 - テイト・テイラー
  - 『ファミリー・ツリー』 - アレクサンダー・ペイン、ナット・ファクソン、ジム・ラッシュ
  - 『ヒューゴの不思議な発明』 - ジョン・ローガン

### オリジナル脚本賞
- 『アーティスト』 - ミシェル・アザナヴィシウス
  - 『人生はビギナーズ』 - マイク・ミルズ
  - 『ミッドナイト・イン・パリ』 - ウディ・アレン

### 主題歌賞
- 『ザ・マペッツ』 - "Life's a Happy Song"
  - 『キャプテン・アメリカ/ザ・ファースト・アベンジャー』 - "Star Spangled Man"
  - 『ヘルプ 〜心がつなぐストーリー〜』 - "The Living Proof"
  - 『ジョニー・イングリッシュ 気休めの報酬』 - "I Believe in You"

### 作曲賞
- 『アーティスト』 - ルドヴィック・ブールス
  - 『ものすごくうるさくて、ありえないほど近い』 - アレクサンドル・デスプラ
  - 『マネーボール』 - マイケル・ダナ
  - 『SUPER8/スーパーエイト』 - マイケル・ジアッキーノ

### スタント賞
- 『ドライヴ』
  - 『ワイルド・スピード MEGA MAX』
  - 『ハリー・ポッターと死の秘宝 PART2』

### 助演男優賞
- アルバート・ブルックス - 『ドライヴ』
  - ケネス・ブラナー - 『マリリン 7日間の恋』
  - ジョン・ホークス - 『マーサ、あるいはマーシー・メイ』
  - ジョナ・ヒル - 『マネーボール』
  - クリストファー・プラマー - 『人生はビギナーズ』

### 助演女優賞
- ベレニス・ベジョ - 『アーティスト』
  - ジェシカ・チャステイン - 『ヘルプ 〜心がつなぐストーリー〜』
  - ブライス・ダラス・ハワード - 『ヘルプ 〜心がつなぐストーリー〜』
  - オクタヴィア・スペンサー - 『ヘルプ 〜心がつなぐストーリー〜』
  - シェイリーン・ウッドリー - 『ファミリー・ツリー』

### 視覚効果賞
- 『ヒューゴの不思議な発明』
  - 『ハリー・ポッターと死の秘宝 PART2』
  - 『猿の惑星: 創世記』

### 若手男優賞
- トーマス・ホーン - 『ものすごくうるさくて、ありえないほど近い』
  - エイサ・バターフィールド - 『ヒューゴの不思議な発明』
  - ジョエル・コートニー - 『SUPER8/スーパーエイト』

### 若手女優賞
- シアーシャ・ローナン - 『ハンナ』
  - エル・ファニング - 『SUPER8/スーパーエイト』
  - アマラ・ミラー - 『ファミリー・ツリー』
  - クロエ・モレッツ - 『ヒューゴの不思議な発明』

### ブレイクスルー監督賞
- ミシェル・アザナヴィシウス - 『アーティスト』
  - ショーン・ダーキン - 『マーサ、あるいはマーシー・メイ』
  - テイト・テイラー - 『ヘルプ 〜心がつなぐストーリー〜』

### ブレイクスルー演技賞
- トーマス・ホーン - 『ものすごくうるさくて、ありえないほど近い』
  - エル・ファニング - 『SUPER8/スーパーエイト』
  - エリザベス・オルセン - 『マーサ、あるいはマーシー・メイ』
  - シェイリーン・ウッドリー - 『ファミリー・ツリー』

### 見落とされた作品賞
- 『明日を継ぐために』
  - 『声をかくす人』
  - 『キリング・フィールズ 失踪地帯』